# Wingala, New South Wales
Wingala este o suburbie în Sydney, Australia.